# Побачення з хічі
Побачення з хічі (англ. Heechee Rendezvous) — науково-фантастичний роман американського письменника Фредеріка Пола, вперше опублікований 1985 року.
Роман є третім з серії Гічі (англ. Heechee).

## Зміст
Літній Робінет Броудхед має проблеми зі здоров'ям, і незважаючи на потребу в медичній допомозі, він не вважає, що заслуговує на трансплантацію, щоб зберегти своє життя, оскільки все ще відчуває провину за свою жахливу подорож до чорної діри багато років тому.
Він поступово вирішив продовольчу проблему Землі, але раптово з'явилась нова — тероризм, групи радикалів діють використовуючи викрадені артефакти гічі.
Броудхед використовує «Небеса гічі» як пасажирський корабель для колонізації планет землянами. Він намагається більше досліджувати нові технології гічі та їхню технологію подорожей до зірок.
У той же час божевільний Ван намагається шукати свого батька в чорних дірах, використовуючи викрадене обладнання та корабель гічі. Подорожі Вана помічає розумна раса повільних істот, які повідомляють патруль гічі, який вибрався зі своєї чорної діри, щоб спостерігати за Галактикою. Побоюючись, що люди можуть роздратувати зловісну расу енергетичних істот, відомих як «вбивці», патруль гічі намагається дізнатися більше про людські досягнення в космічних польотах і про те, чи можна відновити завдану ними шкоду. Зондування Вана також звільняє Геллу-Клару Мойнлін з її 20-річної пастки. Мойнлін була супутником Робінетта в його подорожі до чорної діри, де для неї минуло лише кілька днів.
Ван і Клара зустрічають корабель гічі і допомагають їм порозумітися з землянами.
Броудхед по рекомендації його ШІ програми-наукового консультанта переходить в безтілесну електронну форму «Мерця».